# Gohard von Nantes

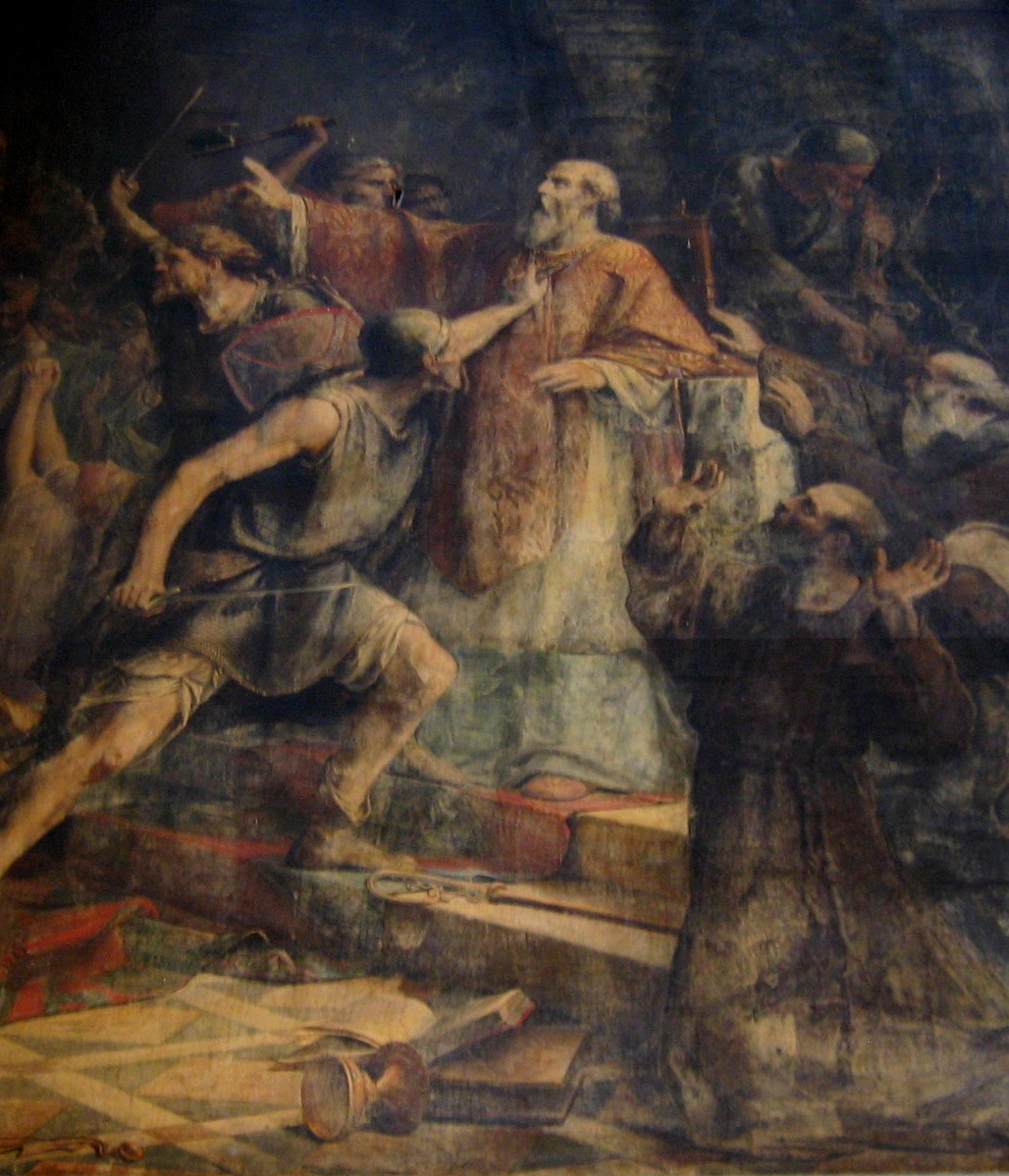
Gohard von Nantes und die Wikinger (19. Jh.)

Gohard von Nantes (auch Gonthard von Nantes; * in Angers; † 843 in Nantes) war Bischof der bretonischen Stadt Nantes. Nach seinem Tod vom Volk als Heiliger verehrt, wurde er im Jahr 1096 von Papst Urban II. kanonisiert. Er gehört zur Gruppe der Cephalophoren („Kopfträger“); sein Gedenktag ist der 24. oder 25. Juni.

## Vita
Einen Monat nach der für die Bretonen siegreichen Schlacht von Blain (24. Mai 843) zelebrierte Bischof Gohard die Messe in der Kathedrale von Nantes, als die Wikinger das Gebäude stürmten und den Bischof enthaupteten. Die Legende berichtet, dass dieser daraufhin seinen Kopf aufgehoben habe, zum Loire-Ufer gegangen sei und dort ein Schiff genommen habe, welches ihn in seine Geburtsstadt Angers gebracht habe. Dort sei er gestorben und in der Kollegiatkirche Saint-Pierre beigesetzt worden.

## Nachwirkungen
Die Normannen verwüsteten im folgenden Jahrhundert noch mehrmals die Städte an der Loire und wurden erst am 1. August des Jahres 939 vom bretonischen Herzog Alain II. entscheidend geschlagen.

## Verehrung
Vom Volk wohl schon länger als heilig verehrt, wurde Gohard im Jahr 1096 offiziell heiliggesprochen; seine Reliquien wurden nach Nantes überführt (Translation). Die Krypta der Kathedrale von Nantes und eine Kapelle tragen sein Patrozinium.

## Darstellung
Mittelalterliche Darstellungen des Heiligen sind unbekannt; die wenigen neuzeitlichen Bildnisse zeigen ihn als Bischof.